# LG Optimus 3D
LG Optimus 3D (noto anche come P920) è uno smartphone Android di Google commercializzato da LG Electronics
È il primo telefonino al mondo con supporto 3D senza bisogno di usare occhialini. Inoltre è il primo telefonino al mondo che includa l'architettura dual-core (con processore a 1 GHz), dual-channel e dual-memory.

## Specifiche tecniche

### Schermo
Ha uno schermo da 4.3 pollici di tipo capacitivo con tecnologia "Parallax barrier" e 8GB di memoria interna (espandibili con memoria esterna fino a 32GB).
Questo telefonino presenta particolari funzionalità multimediali 3D, avendo la capacità di supportare il formato Full HD (1080p) sia creando video HD sia potendo riprodurre qualunque video HD su uno schermo ad alta risoluzione (480 x 800 pixel).
Altra particolarità di questo telefonino è che permette di vedere film HD in streaming, immagini e musica connettendosi via wireless ad un qualunque dispositivo DLNA e usando la connettività HDMI, permettendo quindi di collegarsi direttamente ad uno schermo TV 3D.

### Fotocamera
Con le due fotocamere da 5 megapixel si possono scattare foto 3D e condividerle direttamente sui siti di Social Networking di Internet (compreso il canale 3D di YouTube).

### Connettività
A livello di connettività, questo telefonino supporta la maggior parte delle reti, tra cui HSDPA a 14.4 Mbit/s, HSUPA, Wi-Fi (classi b/g/n) con supporto "Wi-Fi Direct", Bluetooth 2.1 e A-GPS.
Tramite la funzionalità "On-Screen Phone", si può comandare il telefonino direttamente dal proprio PC, quindi si può usare la tastiera del computer per scrivere messaggi SMS e E-Mail e si possono copiare i file dal computer al telefonino tramite la funzionalità "Drag and drop".

### Software
Al momento del lancio, il telefonino possiede la versione 2.2 di Android (nome in codice "Froyo"). Successivamente è stato aggiornato alla versione 2.3 di Android (nome in codice "Gingerbread"). Così come per l'LG Optimus Dual anche in questo terminale della LG sono sorte molte polemiche riguardo ai forti ritardi sugli aggiornamenti.  Il 31 ottobre 2011 è stato annunciato, dopo mesi di attesa, che l'aggiornamento alla 2.3 di Android era disponibile il 21 novembre 2011.
Nella primavera del 2013 la LG ha distribuito un nuovo aggiornamento alla versione 4.0 di Android, chiamata Ice Cream Sandwich. Anche le versioni "internazionali" P920/925 hanno ricevuto il tanto agognato aggiornamento ad ICS 4.0.4 alla fine del primo trimestre del 2013. L'aggiornamento è disponibile tramite il software di aggiornamento "LG software update" e non via FOTA. Allo stato attuale non è dato sapere se il terminale verrà aggiornato ufficialmente a JB 4.1.2. Tuttavia una release di questa versione è supportata ufficialmente, ma priva di funzioni 3D, dal noto team di sviluppo della mod "Cyanogenmod".